# Ostrohe
Ostrohe ist eine Gemeinde im Kreis Dithmarschen in Schleswig-Holstein.

## Geografie

### Geografische Lage
Das Gemeindegebiet von Ostrohe liegt im Naturraum Heide-Itzehoer Geest (Haupteinheit Nr. 693) nördlich des Stadtgebiets von Heide. Die Landschaft umfasst auch Flächen des Ostroher-Süderholmer Moores, ein regeneriertes Niedermoor.

### Ortsteile
Zur Gemeinde Ostrohe gehören die Ortsteile Beim Steinofen, Grundhof und Kringelkrug.

### Nachbargemeinden
Nachbargemeinden sind im Uhrzeigersinn im Nordosten beginnend die Gemeinden Süderheistedt, Barkenholm, die Stadt Heide und die Gemeinde Weddingstedt (alle im Kreis Dithmarschen).

## Geschichte
Der Herkunft des Namens Ostrohe ist schwierig zu ermitteln. Die letzte Silbe „oh“ wird Wald bedeuten. Möglich ist auch, dass der letzte Teil von der germanischen Frühlingsgöttin Ostara herstammt. Urkundlich erstmals genannt wurde Ostrohe (damals „Ostro“) im Jahre 1447. Die Siedlung wird jedoch wesentlich älter sein. Zeugen aus vergangener Zeit sind der mächtige „Steenoben“ (Hünengrab) am Wege nach Weddingstedt sowie Funde zahlreicher steinerner Beile, Messer usw. am Voßberg, der am Alten Landweg nach Heide liegt.
Am 1. April 1934 wurde die Kirchspielslandgemeinde Weddingstedt aufgelöst. Alle ihre Dorfschaften, Dorfgemeinden und Bauerschaften wurden zu selbständigen Gemeinden/Landgemeinden, so auch Ostrohe.
Aus dem ehemaligen Bauerndorf Ostrohe ist im Laufe der Zeit eine Wohngemeinde geworden.

## Politik

### Gemeindevertretung
Bei der Kommunalwahl am 14. Mai 2023 wurden insgesamt elf Sitze vergeben. Von diesen erhielten die CDU und der Neue Wählerblock Ostrohe vier Sitze und die Unabhängige Dorfinteressengemeinschaft Ostrohe drei Sitze.

### Wappen
Blasonierung: „In Silber ein rechts von einem grünen Eichenblatt, links von einer grünen Ähre begleiteter, unten einen beblätterten schwarzen Rohrkolben einschließender roter Sparren.“
Wappenbeschreibung: „In Silber einen beblätterten schwarzen Rohrkolben einschließender, roter Leistensparren, rechts von einem grünen Eichenblatt, links von einer grünen Ähre begleitet, beide nach der Figur gelegt.“
Der das Wappenbild von Ostrohe beherrschende rote Sparren repräsentiert die Gegenwart der Gemeinde. Durch die Stadtrandlage zu Heide ist Ostrohe zum bevorzugten Wohngebiet der in der nahen Kreisstadt arbeitenden Menschen geworden. Die Landwirtschaft, in der Vergangenheit Haupterwerbsquelle der Einwohner, ist demgegenüber in den Hintergrund getreten. Deshalb hat die Ähre, das Symbol des traditionellen Wirtschaftszweiges, im Wappen nur den Stellenwert eines Beizeichens neben dem, einem Hausdach ähnlichen und deshalb die Wohnfunktion vertretenden Sparren im Wappen erhalten. Das Eichenblatt vertritt das Naherholungsgebiet „Behnkeforst“. Außerdem bezeichnet die Schilfpflanze das nahe gelegene Ostroher/Süderholmer Moor.

## Wirtschaft und Infrastruktur
Von 1905 bis 1937 hatte der Ort einen Bahnanschluss mit der Kreisbahn Norderdithmarschen.
Im Ortsteil Kringelkrug wurde 1999 vom Kreis Dithmarschen eine neue kombinierte Rettungs- und Feuerwache gebaut, um die Eintreffzeiten des Rettungswagens im ländlichen Raum Norddithmarschens zu verringern.